# Hürdenlauf

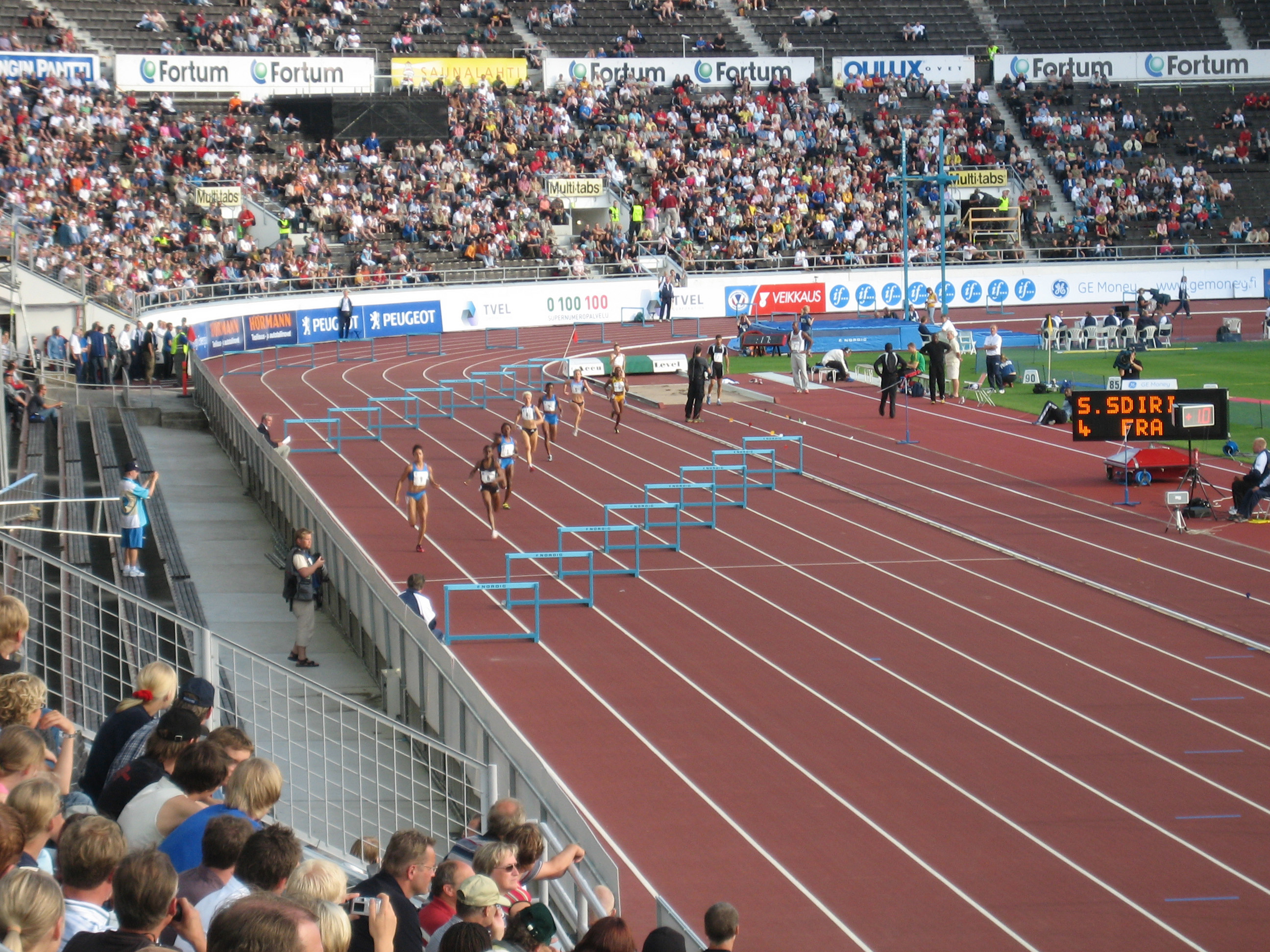
400-Meter-Hürdenlauf der Frauen

Der Hürdenlauf ist eine Disziplin der Leichtathletik.

## Überblick
Hürdenlauf ist ein Zwangslauf, da durch die vorgegebenen Hürdenabstände und Hürdenhöhen der Laufrhythmus nicht individuell gewählt werden kann. Die bessere Bezeichnung ist allerdings Hürdensprint, da es sich um Sprinttechnik und die entsprechend hohen Geschwindigkeiten handelt.
Meisterschaftswettbewerbe sind der kurze (100 bzw. 110 m) und der lange Hürdensprint (400 m). Dabei müssen unabhängig von der Laufdistanz jeweils zehn Hürden überlaufen werden.
- 110-Meter-Hürdenlauf der Männer mit einer Höhe von 106,68 cm (42 inches), auch im Zehnkampf
- 100-Meter-Hürdenlauf der Frauen mit einer Höhe von 83,82 cm (33 inches), auch im Siebenkampf
- 400-Meter-Hürdenlauf der Männer mit einer Höhe von 91,44 cm (36 inches)
- 400-Meter-Hürdenlauf der Frauen mit einer Höhe von 76,20 cm (30 inches)

Bei Hallenwettbewerben wird ein 60-Meter-Hürdenlauf bei fünf zu überquerenden Hürden ausgetragen. Bis 1968 trugen die Frauen einen 80-Meter-Hürdenlauf aus (ausführlich siehe unter 100-Meter-Hürdenlauf).
In den Wettbewerben der Jugendklassen sind die Strecken zum Teil kürzer und die Hürden niedriger (näheres regelt der jeweilige nationale Leichtathletikverband). So beträgt beispielsweise die reguläre Wettkampfstrecke für die Altersklasse U14 (d. h. Athleten im Alter von 12 und 13 Jahren) im Verbandsgebiet des DLV 60 Meter. Der Start erfolgt wie bei allen Sprintwettbewerben aus dem Startblock. Die Hürden dürfen umfallen, jedoch nicht absichtlich umgestoßen werden. Läuft ein Läufer an der Hürde vorbei oder verlässt er seine Laufbahn, so führt dies zur Disqualifikation.
Beim 110-Meter-Hürdenlauf der Männer steht die erste Hürde im Abstand von 13,72 m (45 ft) zur Startlinie, die folgenden neun Zwischenräume betragen 9,14 m (30 ft) und der Schlussabschnitt 14,02 m (46 ft). Die Frauen haben beim 100-Meter-Hürdenlauf etwas kürzere Abstände: Zur ersten Hürde sind es 13,00 m, die Zwischenräume sind 8,50 m lang und der Schlusssprint beträgt 10,50 m.

## Technik

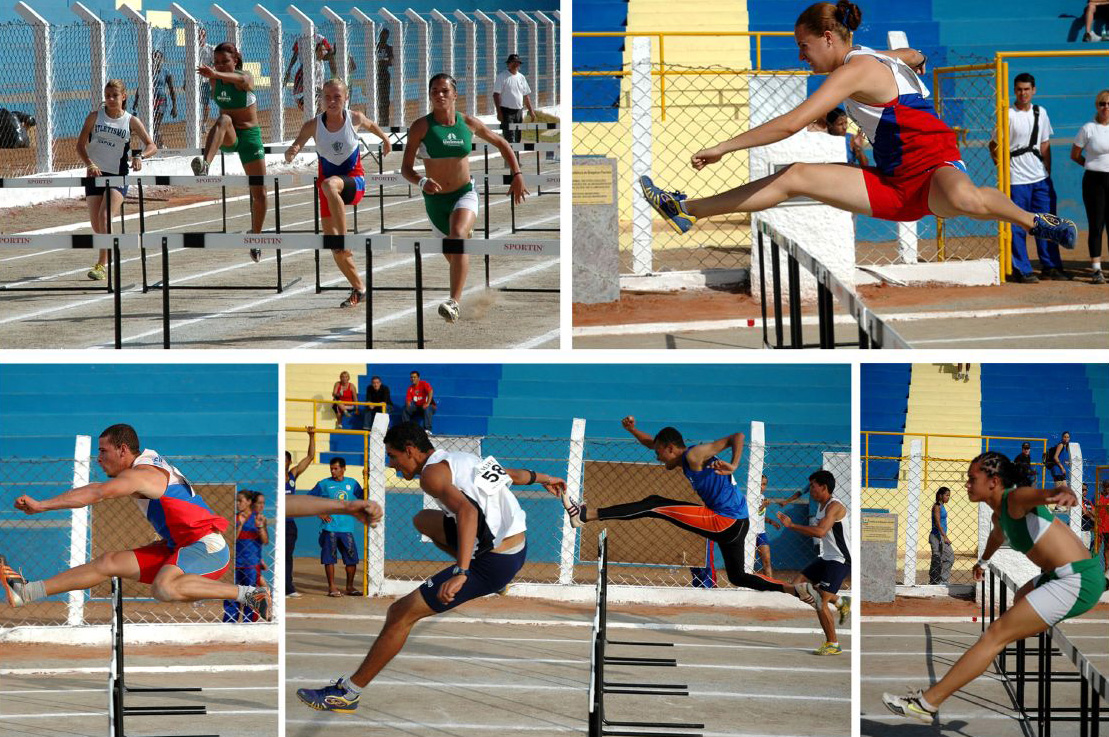
Techniken im Hürdenlauf

Bei der Lauftechnik kommt es darauf an, dass nicht übersprungen, sondern überlaufen wird. Der Abdruck in die Hürde erfolgt aus relativ aufrechter Körperhaltung mit sprintähnlichem Fußaufsatz (möglichst geringe Stemmwirkung → Fußaufsatz nicht zu weit vor dem Körperschwerpunkt). Das stark gebeugte Schwungbein (kurzes Pendel → schnellere Ausführung) wird vorwärts-aufwärts gezogen (Knie führt die Ansteuerung – möglichst geradlinig), bei gleichzeitiger Streckung des Abdruckbeines (= Nachziehbein). Der Führungsarm wird weit nach vorne gebracht. Nach Verlassen des Bodens wird die Vorlage des Oberkörpers vergrößert, der Schwungbeinunterschenkel pendelt nach vorne, der Gegenarm wird neben dem Körper (möglichst eng daneben) blockiert.
Schon vor dem Erreichen der Hürdenlattenkante wird das Schwungbein aus der Hüfte nach unten gedrückt. Der Führungsarm wird dicht am Nachziehbein vorbei dynamisch nach hinten-unten gezogen. Gleichzeitig erfolgt eine schnelle Steuerung (Kniesteuerung) des nach außen abgespreizten Nachziehbeines nach vorne (Endposition Nachziehbein: Knie mittig sehr hoch vor dem Körper – Unterschenkel senkrecht – leicht ausgreifend). Das Schwungbein setzt, möglichst knapp hinter der Hürde, gestreckt auf dem Ballen auf (Körperschwerpunkt und Fußaufsatz möglichst eine senkrechte Linie oder Körperschwerpunkt leicht in Laufrichtung verschoben). Wichtig für einen guten Übergang in den Zwischenhürdensprint ist eine möglichst geringe Amortisation im Fuß-, Knie- und Hüftgelenk und ein aktives greifendes Aufsetzen des Nachziehbeines.
Zwischen den Hürden muss ein möglichst gleichmäßiger Rhythmus eingehalten werden. Der Zwischenhürdensprint findet mit hohem, frequenz- und vorwärtsorientiertem Knieeinsatz statt, wobei die Körperposition beibehalten werden sollte und die Arme eng am Körper geführt werden. Nach der Hürdenüberquerung ist für einen möglichst optimalen Übergang zum ZHS (= Zwischenhürdensprint) ein möglichst druckvoller erster Schritt notwendig. Zur optimalen Vorbereitung der Hürdenüberquerung ist ein verkürzter letzter (dritter) Schritt notwendig. Im 110- bzw. 100-Meter-Hürdenlauf besteht der Zwischenhürdensprint jeweils aus drei Schritten (vier Bodenkontakte) zwischen den Hürden, beim 400-Meter-Hürdenlauf der Männer wird ein 13er- bis 15er-Rhythmus (Anlauf zur ersten Hürde bei 13er: 20 Schritte; bei 15er:22 Schritte) gelaufen, bei den Frauen 15er- bis 17er-Rhythmus (17 Schritte zwischen den Hürden). Ein ungerader Rhythmus zwischen den Hürden sorgt dafür, dass man immer mit demselben Schwungbein über die Hürde geht und nicht das Bein wechseln muss. Es gibt wenige Läufer, die mit beiden Beinen technisch gleich gut als Schwungbein über die Hürde laufen können. Bei einer sauberen Hürdentechnik ändert sich die Lage des Körperschwerpunktes kaum, was dem Athleten Sicherheit im Zwischenhürdensprint gibt. Erreicht wird dies durch das Abklappen des Oberkörpers über der Hürde bei gleichzeitigem Anreißen des Schwungbeins.

## 200-Meter-Hürdenlauf
1900 und 1904 gab es außerdem bei den Olympischen Spielen einen 200-Meter-Hürdenlauf.
| Jahr | Goldmedaille           | Silbermedaille         | Bronzemedaille         |
| ---- | ---------------------- | ---------------------- | ---------------------- |
| 1900 | Alvin Kraenzlein (USA) | Norman Pritchard (IND) | Walter Tewksbury (USA) |
| 1904 | Harry Hillman (USA)    | Frank Castleman (USA)  | George Poage (USA)     |

Wettkämpfe auf der Strecke wurden danach selten ausgetragen, im englischsprachigen Raum auch als 220-Yards-Hürdenlauf (201,17 m). Bei Deutschen Meisterschaften war die Strecke 1951 und von 1953 bis 1965 im Wettkampfprogramm enthalten. Die Internationale Leichtathletik-Assoziation IAAF erkannte bis 1960 Weltrekorde für diese Strecke an. Die letzten registrierten Weltrekorde:
- Für gerade Strecken: 21,9 s, Don Styron, USA, 2. April 1960, Baton Rouge[8]
- Für Strecken mit Kurve: 22,5 s, Glenn Davis, USA, 20. August 1960, Bern[2]

In der Seniorenleichtathletik gibt es die Strecke in einigen nationalen Verbänden für die Altersklassen ab M/W 80.